# 泰国中部地区
泰國中部是泰國主要地理分區之一，以首都曼谷為中心，是該國的經濟中心。

## 範圍
中部的範圍視乎全國分區數目多少而定。
以四區論，即曼谷加上25府，面积103,906平方公里：
| - 大城府 - 紅統府 - 猜納府 - 北碧府 - 華富里府 |  | - 那空那育府 - 佛統府 - 暖武里府 - 巴吞他尼府 - 碧武里府 |  | - 巴蜀府 - 叻武里府 - 沙没巴干府 - 沙没沙空府 - 沙没颂堪府 |  | - 沙拉武里府 - 信武里府 - 素攀府 - 差春骚府 - 庄他武里府 |  | - 春武里府 - 巴真府 - 羅勇府 - 沙繳府 - 達叻府 |

其中羅勇、莊他武里、達叻和春武里四府又可稱為泰國東部。